# Дудіна Ольга Микитівна
Ольга Микитівна Ду́діна (23 лютого 1925, Євпаторія — 9 січня 1961, Ялта) — українська радянська художниця; член Спілки радянських художників України з 1954 року.

## Біографія
Народиламя 23 лютого 1925 року в місті Євпаторії. 1951 року у Сімферополі закінчила Кримське художнє училище імені Миколи Самокиша, де навчалася зокрема у Миколи Бортникова і Федора Захарова.
Жила в Ялті. Упродовж 1959–1961 років працювала в Ялтинському відділенні Кримського художньо-виробничого комбінату. Померла в Ялті 9 січня 1961 року.

## Творчість
Працювала у галузі станкового живопису. У реалістичному стилі створювала пейзажі та натюрморти. Серед робіт:
- «Осінній день» (1950-ті);
- «Сутінки» (1950-ті);
- «Зима» (1952);
- «Останній сніг» (1954);
- «Сірий день» (1954);
- «Ринок» (1955);
- «Осінь» (1956);
- «Чайки над морем» (1957);
- «Сходи» (1957);
- «Берізки» (1958);
- «Гори» (1959);
- «Молоді виноградники» (1960, Сімферопольський художній музей);
- «Узлісся» (1960, Алупкинський палац-музей);
- «Бурхливе море» (1960);
- «Натюрморт із лимоном» (1960);
- «Весняні струмочки» (1961).

Виконала низку робіт за мотивами творів Тараса Шевченка.
Брала участь в обласних, всеукраїнських, всесоюзних мистецьких виставках з 1954 року. Персональні посмертні виставки відбулися у Керчі у 1961 році, Києві у 1962 році.

## У мистецтві
Живописний портрет художниці протягом 1960—1965 років написав ялтинський художник Сергій Бакаєв.